# Succivo
Succivo ist eine italienische Gemeinde (comune) mit 8802 Einwohnern (Stand 31. Dezember 2024) in der Provinz Caserta in Kampanien. Sie liegt etwa 13 Kilometer nördlich vom Stadtkern Neapels und etwa 14 Kilometer südwestlich von Caserta.

## Geschichte
Succivo war in der Antike Siedlungsgebiet der Osker (Atella). Im Mittelalter gewann der Ortsteil Teverolaccio als Burganlage an Bedeutung.

## Verkehr
Die Gemeinde liegt in der Agglomeration Neapels. Nördlich verläuft die Strada Statale 7bis (Variante) di Terra di Lavoro. Der nächste Bahnhof befindet sich in der Nachbargemeinde Sant’Arpino.